# اونيبابا
اونيبابا (باليابانية: 鬼婆) فيلم رعب تاريخي ياباني من اخراج وسيناريو كانيتو شيندو. تدور أحداث الفيلم خلال الحرب الأهلية في اليابان في العصور الوسطى. حول امرأتين تقتلان الجنود المتقاتلين لسرقة دروعهم وممتلكاتهم من أجل البقاء، بينما يؤدي كي ساتو دور الرجل الذي يأتي بينهما في النهاية.

## القصة
تدور أحداث الفيلم في مكان ما في اليابان بالقرب من كيوتو، في منتصف القرن الرابع عشر، في بداية فترة نانبوكو تشو. حول امرأة مسنة وزوجة ابنها الصغيرة. تقوم المرأتان بنصب كمين لجنود هاربين في حقل كبير من القصب الطويل الكثيف وقتلهم ونهب الجنود القتلى وتجريدهم من دروعهم وأسلحتهم وإلقاء الجثث في حفرة عميقة مخبأة في الحقل. يأخذون الدروع والأسلحة إلى تاجر يُدعى أوشي ويتاجرون بها مقابل الطعام.

## الممثلون
- نوبوكو أوتوا، بدور: المرأة الأكبر سناً.
- جيتسوكو يوشيمورا، بدور: المرأة الأصغر سنا.
- كي ساتو، بدور: هاتشي.
- تايجي تونوياما، بدور: أوشي.
- جوكيجي اونو، بدور: محارب الساموراي المقنع.

## الإنتاج

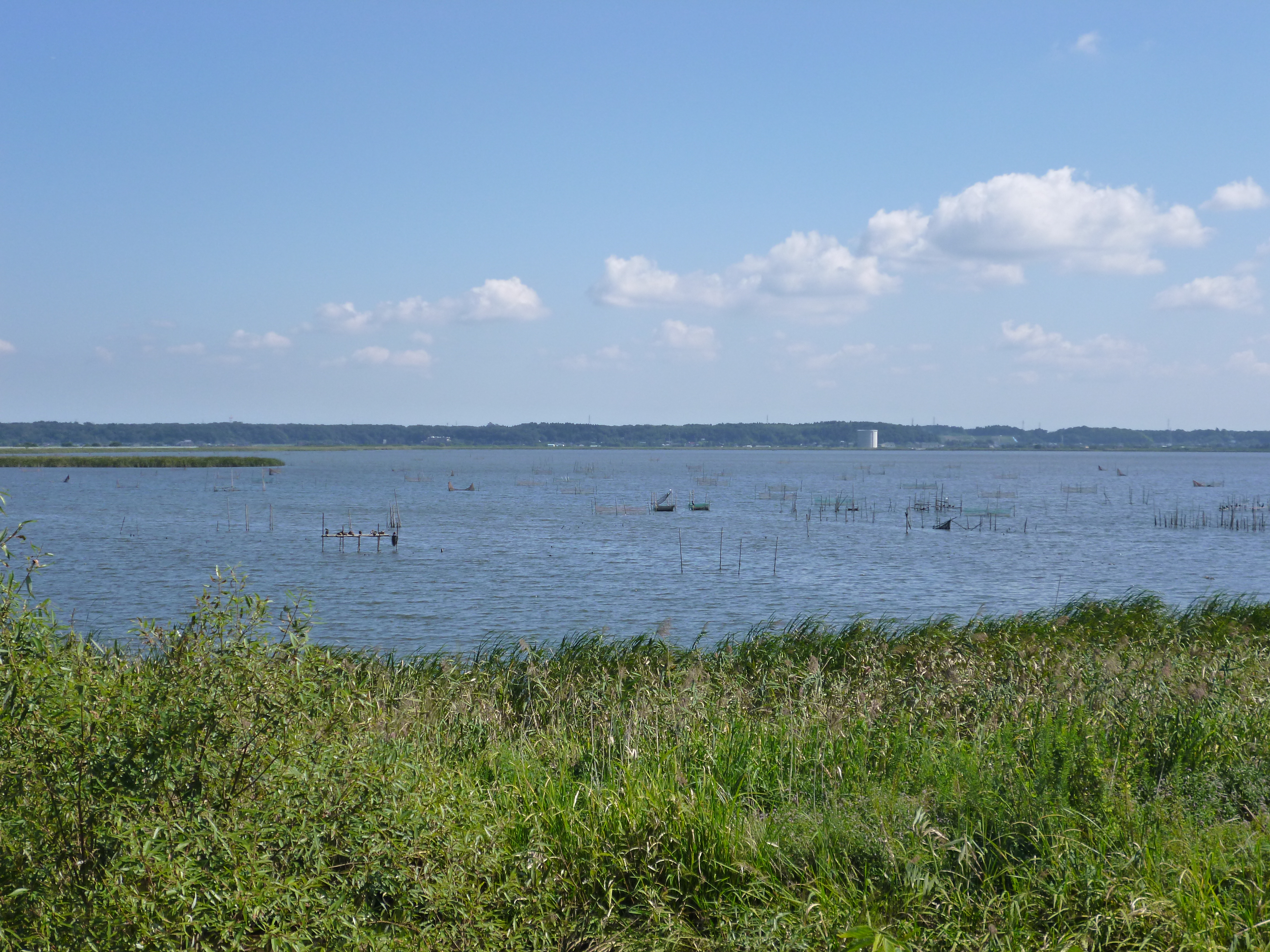
تم تصوير الفيلم في هور إنبا في محافظة تشيبا باليابان

قناع اونيبابا مستوحى من المثل جودو شينشو يومي-أودوشي-نو-مين (嫁おどしの面، قناع تخويف العروس) أو نيكو-زوكي-نو-مين (肉付きの面، قناع متصل باللحم)، حيث تستخدم الأم قناع لتخويف ابنتها من الذهاب إلى المعبد. وعوقبت بالقناع الملتصق بوجهها، وعندما توسلت للسماح لها بإزالته، تمكنت من خلعه، لكنه أخذ معه لحم وجهها.
أراد كانيتو شيندو تصوير الفيلم في حقل عشب سوسوكي. أرسل مديرين مساعدين للعثور على المواقع المناسبة. بمجرد العثور على موقع بالقرب من ضفة النهر في هور إنبا في محافظة تشيبا، أقاموا مباني جاهزة للسكن فيها. بدأ التصوير في 30 يونيو 1964، واستمر لمدة ثلاثة أشهر.

## روابط خارجية
- اونيبابا على موقع IMDb (الإنجليزية)
- اونيبابا على موقع روتن توميتوز (الإنجليزية)
- اونيبابا على موقع نتفليكس (الإنجليزية)
- اونيبابا على موقع ألو سيني (الفرنسية)
- اونيبابا على موقع Turner Classic Movies (الإنجليزية)
- اونيبابا على موقع أول موفي (الإنجليزية)
- اونيبابا على موقع فيلمافينيتي (الإسبانية)
- اونيبابا على موقع قاعدة بيانات الأفلام السويدية (السويدية)
- اونيبابا على موقع قاعدة بيانات الفيلم (الإنجليزية)
- اونيبابا على موقع ليتربوكسد (الإنجليزية)